# Hedeoma matomianum
Hedeoma matomianum là một loài thực vật có hoa trong họ Hoa môi. Loài này được Moran mô tả khoa học đầu tiên năm 1999 publ. 2000.